# Junki Goryo
Junki Goryo (五領 淳樹 Goryo Junki?), född 13 december 1989 i Kagoshima prefektur, är en japansk fotbollsspelare.
Goryo började sin karriär 2012 i Roasso Kumamoto. 2015 flyttade han till Kagoshima United FC.